# Cédric Anger
Cédric Anger (Caen, 1975) è un regista, sceneggiatore ed ex critico cinematografico francese.

## Biografia
Critico dei Cahiers du cinéma dal 1993 al 2001, dov'era approdato all'età di 18 anni come pupillo di Jean Douchet, ha fatto il suo esordio alla regia con un cortometraggio, per poi diventare nei primi anni duemila sceneggiatore di Xavier Beauvois ne Le Petit Lieutenant e Selon Matthieu.
Nel 2007 ha diretto il suo primo lungometraggio, Il killer, un thriller interpretato da Gilbert Melki, Mélanie Laurent e Grégoire Colin. È stato candidato al Premio César per il miglior adattamento per la sceneggiatura, ispirata alla vicenda del gendarme serial killer Alain Lamare, del film La prochaine fois je viserai le cœur (2014).

## Filmografia

### Regista e sceneggiatore
- Novela – cortometraggio (2002)
- Il killer (Le Tueur) (2007)
- L'Avocat (2010)
- La prochaine fois je viserai le cœur (2014)
- Paris Pigalle (L'amour est une fête) (2018)

### Solo sceneggiatore
- Selon Matthieu, regia di Xavier Beauvois (2000)
- Deux, regia di Werner Schroeter (2002)
- Le Petit Lieutenant, regia di Xavier Beauvois (2005)
- L'Homme qu'on aimait trop, regia di André Téchiné (2014)
- Nos années folles, regia di André Téchiné (2017)
- All That Divides Us - Amore criminale (Tout nous sépare), regia di Thierry Klifa (2017)
- Come sono diventato un supereroe (Comment je suis devenu super-héros), regia di Douglas Attal (2020)
- Les Âmes sœurs, regia di André Téchiné (2023)
- Le ladre (Voleuses), regia di Mélanie Laurent (2023)